# Epicharis duckei
Epicharis duckei är en biart som först beskrevs av Heinrich Friese 1900.  Epicharis duckei ingår i släktet Epicharis och familjen långtungebin. Inga underarter finns listade i Catalogue of Life.